# 丹景街道
丹景街道，原为丹景乡，是中华人民共和国四川省资阳市简阳市下辖的一个乡镇级行政单位。2019年12月，撤销丹景乡、新民乡，设立丹景街道，以原丹景乡和原新民乡所属行政区域为丹景街道的行政区域，丹景街道办事处驻新湖街社区天府路80号。

## 行政区划
丹景街道下辖以下地区：
柏树村、保安村、陈八村、建国村、平安村、全安村、辛家嘴村和张家沟村。